# May it be
"May it be" ("podria ser" en anglès) és una cançó de la cantant irlandesa Enya. Va ser composta per Enya i Roma Ryan per la pel·lícula de Peter Jackson El Senyor dels Anells: la Germandat de l'Anell (2001).

## Composició
El director Peter Jackson va preguntar a Enya si estaria interessada a escriure una cançó per El Senyor dels Anells. Enya va acceptar i va anar a Nova Zelanda per ser les edicions preliminars de la pel·lícula.
Enya treballà en la canço amb Nicky Ryan, el seu productor, i Roma Ryan, el seu lletrista. Van enregistrar la cançó a través del contacte d'Enya amb Warner Music a l'estudi de Ryan a Dublín, Aigle Studio.
L'orquestració va ser enregistrada a Londres, dirigida per Howard Shore i interpretada per la London Philharmonic Orchestra. Musicalment, la cançó és simple, amb un fons de cor i instruments de corda.

## Lletres
Les lletres d'aquesta cançó inclouen paraules angleses, així com paraules en una de les llengües fictícies que parlen els elfs, el quenya, que va crear per J. R. R. Tolkien.
Mentre Enya va escriure la música, Roma Ryan va estudiar les llengües i va escriure les lletres en anglès i quenya.
Dos dels versos de May it be contenen oracions escrites en quenya. El primer, Mornië utúlië, es tradueix com "la foscor ha vingut". Mornië alantië es tradueix com "la foscor ha caigut." Durant la resta de la cançó, els versos en anglès es barregen amb els versos en quenya.

## Premis
Enya, Nicky i Roma van ser molt aclamats per la cançó. Va ser nominada pel per l'Oscar a millor cançó, però finalment el premi se'l va endur Randy Newman per "If I didn't have you" de Monsters, Inc.
"May it be" guanyà el Premi de la societat de crítics de Las Vegas per la millor cançó (2002).
"May it be" també va ser nominada l'any 2002 pel premi Globus d'or a la millor cançó original, però finalment se'l va endur "Until" de Kate & Leopold.

## Actuació
Enya va interpretar la cançó als Academy Awards d'Alemanya el 24 de març de 2002. Estava "absolutament" emocionada per l'actuació. Per ella era "la primera vegada en ser nominada, i arribar a interpretar, és meravellós, absolutament meravellós."